# 傑拉德·凱恩斯
杰拉德·凱恩斯（Gerard Kearns，1984年10月4日—）是英國的一位演員。他最著名的作品是在英國第四台電視劇無恥之徒中飾演Ian Gallagher角色。他首次出演這一角色是在2004年。